# 11 Pułk Armat Polowych (austro-węgierski)
Pułk Armat Polowych Nr 11 (FKR. Nr. 11) – pułk artylerii polowej cesarskiej i królewskiej Armii.

## Historia pułku
1 maja 1885 roku w Budapeszcie został sformowany 8. Ciężki Dywizjon (niem. 8. Schwere Batterie-Division). Dywizjon został włączony w skład 4 Brygady Artylerii. Na stanowisko komendanta dywizjonu wyznaczony został ppłk Karl Nowotny von Lipptorf. W 1887 roku ppłk Nowotny został przeniesiony w stan spoczynku, a na stanowisku komendanta dywizjonu zastąpił go mjr Ernst Böllmann. W 1890 roku oddział został przemianowany na 8. Dywizjon (niem. 8. Batterie-Division), a jego nowym komendantem został mjr Gustav Pokorny (1 maja 1891 awansowany na stopień podpułkownika). Gustav Pokorny zastąpił majora Böllmanna, który został spensjonowany.
1 stycznia 1894 roku 8. Dywizjon został przeformowany w 11. Pułk Artylerii Dywizyjnej (niem. 11. Divisions-Artillerie-Regiment). Pułk nadal stacjonował w Budapeszcie i wchodził w skład 4 Węgierskiej Brygady Artylerii. Jeszcze w tym samym roku pułk razem z kadrą zapasową został przeniesiony do miejscowości Örkény położonej na południowy wschód od Budapesztu. W 1895 roku pułk razem z kadrą zapasową wrócił do Budapesztu.
Z dniem 6 kwietnia 1908 roku weszła w życie nowa organizacja artylerii, w ramach której oddział został przemianowany na 11. Pułk Armat Polowych. Pułk pod względem taktycznym został podporządkowany komendantowi 32 Dywizji Piechoty w Budapeszcie, a pod względem wyszkolenia komendantowi 4 Brygady Artylerii Polowej. Podporządkowanie pułku nie uległo zmianie do 1914 roku.
W 1913 roku pułk został przeniesiony do Hajmáskér na terytorium 5 Korpusu, natomiast kadra zapasowa pozostała w Budapeszcie na terytorium 4 Korpusu.
Swoje święto pułk obchodził 24 czerwca w rocznicę bitwy pod Custozą stoczonej w 1866 roku.
W 1916 roku oddział został przemianowany na Pułk Armat Polowych Nr 32, a później na Pułk Artylerii Polowej Nr 32. Równocześnie dotychczasowy Pułk Armat Polowych Nr 32 został przemianowany na Pułk Haubic Polowych Nr 30, a później na Pułk Artylerii Polowej Nr 130.

## Komendanci pułku
- ppłk Georg von Petzer (1894[11] → stan spoczynku)
- ppłk / płk Oskar Dillmann von Dillmont (1894[5] – 1898 → komendant 5 Pułk Artylerii Korpuśnej)
- ppłk Lazar Vukelić (1898 – 1900)
- ppłk / płk Karl Stockar von Bernkopf (1900 – 1905 komendant 12 Pułk Artylerii Korpuśnej)
- ppłk / płk Wilhelm Pucherna (1905 – 1908 → przydzielony do Arsenału Artylerii w Wiedniu)
- ppłk / płk Karl Niemilowicz (1908 – 1913 → komendant 6 Brygady Artylerii Polowej)
- ppłk / płk Eugen Müller (1913[10] – 1915)